# Donald Glover
Donald McKinley Glover (Base de la Força Aèria Edwards, Califòrnia; 25 de setembre de 1983) conegut també com a Childish Gambino, és un actor, cantant, guionista, director de TV i comediant estatunidenc. Ha estat reconegut internacionalment en la majoria de les seves facetes artístiques: com a actor de comèdia, pel seu treball amb el grup Derrick Comedy o pel seu paper com l'estudiant Troy Barnes en la sèrie Community; com a guionista de televisió, pel seu treball en la sèrie 30 Rock i especialment en la sèrie Atlanta; a més, dels seus hits musicals com a músic.
Després de llançar diversos àlbums i mixtapes, Glover va signar amb Glassnote Records en 2011 com Childish Gambino. Va llançar el seu primer àlbum d'estudi, Camp, el 15 de novembre de 2011. El seu segon àlbum, Because the Internet, va ser llançat el 10 de desembre de 2013. Glover va estar nominat a dos premis Grammy en 2014. El seu tercer àlbum, Awaken, My Love!, es va publicar en 2016.
Al 2017 participa a Spider-Man: Homecoming i el 2018 interpreta a una versió jove de Lando Calrissian en el spinoff de Star Wars titulat Solo: A Star Wars Story.
El 5 de maig de 2018 va llançar la seva cançó "This is America”.

## Primers anys
Glover va néixer a la Base de la Força Aèria Edwards, Califòrnia, i es va criar a Stone Mountain, Geòrgia. La seva mare, Beverly Smith, és una cuidadora infantil retirada, i el seu pare, Donald Sr., treballador retirat del servei postal. Els seus pares també van fer de pares adoptius a DeKalb County durant 14 anys. Va ser criat com a Testimoni de Jehovà. Va ser votat "amb més possibilitats per escriure en Els Simpson" en l'anuari del seu institut. Glover es va graduar de la Tisch School of the Arts amb un títol en escriptura dramàtica en 2006.

## Carrera

### 2006–10: Actuació i debut musical
Des de 2006 a 2009, Glover va ser guionista de la sèrie de la NBC, 30 Rock on feia cameos ocasionalment. Li va ser lliurat el Writers Guild of America Award a millor sèrie de comèdia en la cerimònia celebrada al febrer de 2009, pel seu treball en la tercera temporada. El seu nom artístic, Childish Gambino, va venir del generador de noms de la banda Wu-Tang Clan. El 5 de juny de 2008, va llançar un àlbum independent, titulat Sick Boi. Poc després Glover es convertiria en membre del grup de sketches Derrick Comedy, juntament amb Dominic Dierkes, Meggie McFadden, DC Pierson, i Donen Eckman. El grup va escriure i va protagonitzar la pel·lícula Mystery Team, estrenada en 2009.
El 17 de setembre de, 2009, Childish Gambino va llançar un altre àlbum independent, Poindexter. Un parell de mixtapes, titulades I Am Just a Rapper and I Am Just A Rapper 2 van ser llançades, successivament en 2010. Robert Scahill va afegir la seva experiència com a productor ajudant en la majoria de les pistes. Els tracklists per aquests mixtapes consisteixen en el nom de la cançó que ell "rapeja", seguida de la cançó sobre la qual ell rapeja. El seu segon àlbum, Culdesac, estava llest per ser llançat el 2 de juliol de 2010, però un parell d'afegits d'última hora van fer que l'àlbum fos retardat un dia. L'àlbum va estar disponible el 3 de juliol. Glover ha declarat en entrevistes que en Sick Boi i Poindexter va sentir que havia d'ocultar-se darrere de trucs, com a dessuadores roses, però en els següents projectes, ha tocat temes més personals, incloent la família, bullying escolar, relacions problemàtiques, pensaments suïcides i alcoholisme. Ha repudiat el seu àlbum de 2005, The Younger I Get, i ho va descriure com els crus desvaris del que el flama un "Drake decrépit."
Glover va rebre el Rising Comedy Star award en el Just for Laughs festival al juliol de 2010. Glover va aparèixer en la campanya publicitària nadalenca de Gap en 2010. És DJs i produeix música electrònica amb el sobrenom "mcDJ" (pronunciat "M-C-D-J"). La seva música sovint es troba disponible per a descàrrega gratuïta a la seva pàgina web.
L'1 de desembre de 2010, Glover llança la primera cançó de la seva EP titulat "Be Alone". Va llançar la següent cançó, "Freaks and Geeks", a més d'un track list de 5 cançons, l'11 de febrer de 2011. El 25 de febrer, Glover anuncia les dates per al tour IAMDONALD i també el seu primer vídeo per "Freaks and Geeks". El vídeo va ser filmat per Donen Eckman, el director de Derrick Comedy. La cançó va ser usada després per a un anunci de Adidas en el qual apareixia Dwight Howard. El 8 de març de 2011 Glover llança la seva EP mitjançant la seva pàgina web.

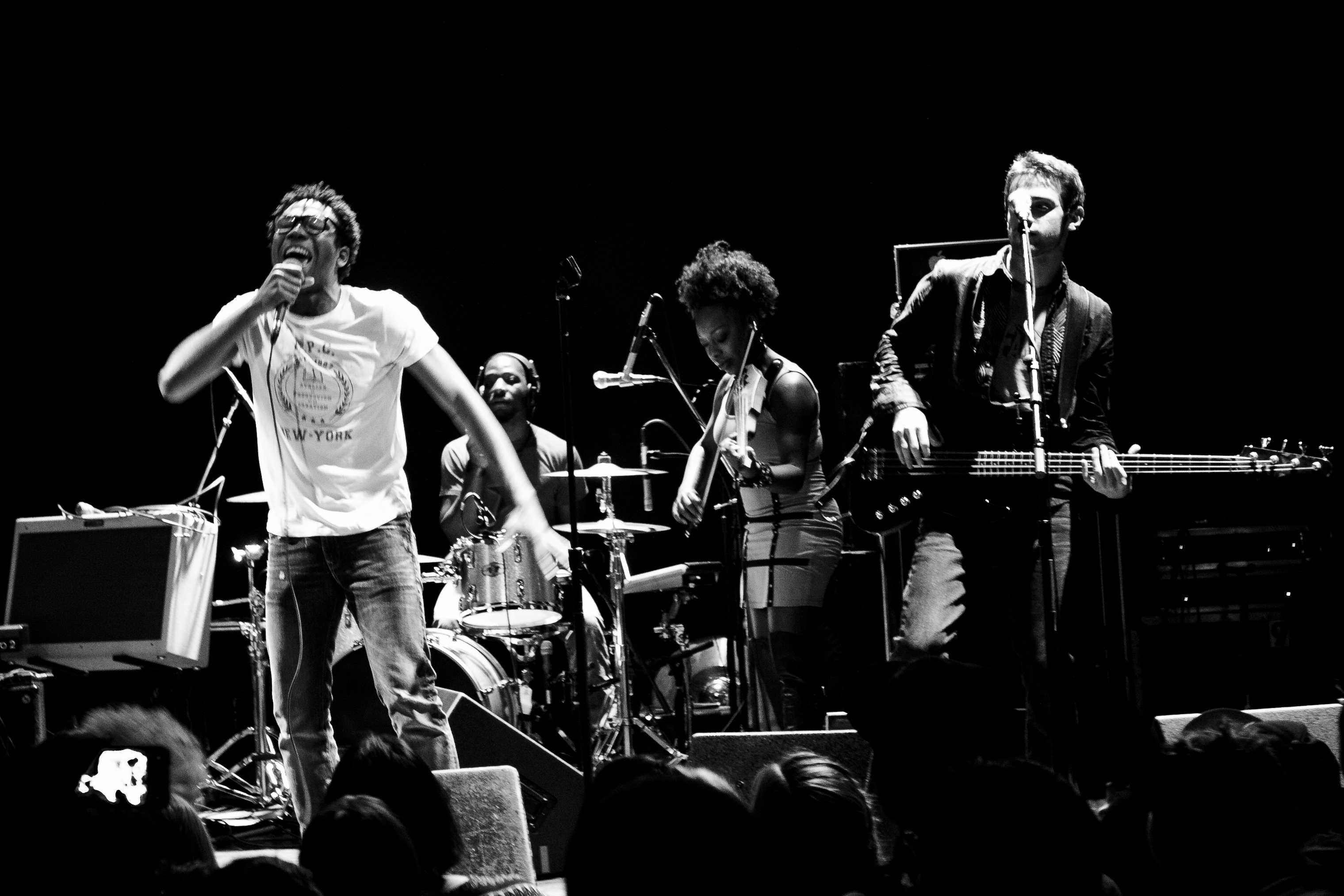
Childish Gambino durant un concert en el Bowery Ballroom a Nova York, el 17 d'octubre de 2010.

### 2011–12:Camp
El 16 de març de 2011, Glover va presentar els mtvU Woodie Awards celebrat en directe en el festival South By Southwest. El 24 de març de 2011, Glover va gravar el seu especial còmic d'una hora Weirdo per Comedy Central; es va emetre el 19 de novembre.
Glover va actuar en el Bonnaroo Music Festival el 9 de juny en 'This Tent' com Childish Gambino i l'11 de juny en 'The Comedy Theater' amb Bill Bailey fent stand up. Comedy Central va fer un streaming en directe a la seva pàgina web.
El 4 de maig de 2011, en una entrevista amb TheHipHopUpdate, Glover que estava treballant en un LP, que seria llançat al setembre. El 25 de juliol de 2011, Glover anunci que el seu nou àlbum es titularia Camp. El 8 d'octubre, durant el seu concert a Orlando, Florida, anunci que el seu àlbum Camp sortiria el 15 de novembre de 2011. Glover treball amb el seu amic i compositor Ludwig Göransson en el seu àlbum debut. El 20 d'agost de 2011, en el Rock The Bells a Los Angeles, li va concedir una entrevista a Allhiphop.com, i anuncià al públic que havia signat un contracte amb Glassnote Records. El 20 de setembre, el seu primer single, "Bonfire", va ser llançat.
El tour IAMDONALD va fer 24 parades en 34 dies, començant en Ames, Iowa, el 16 d'abril, i acabant a Minneapolis el 19 de maig. També va incloure parades en locals de música a Las Vegas, Houston, Washington, i Atlanta. El tour era un xou solitari en directe que consistia en rap, comèdia, i segments en vídeo.
The Sign-Up Tour va ser el següent tour pre-àlbum de Glover. Va visitar 11 ciutats en el transcurs de 38 dies a l'octubre i novembre de 2011. Glover va fer una web per al tour anomenada Camp Gambino el 19 de novembre, quatre dies després que sortís el seu àlbum. El tour incloïa com convidat especial a Danny Brown i va realitzar 20 parades en 32 dies juntament amb dates a Califòrnia al desembre. El 14 de març de 2012, varies dates del CAMP tour van ser posposades a causa d'una fractura de peu que Glover va sofrir el 10 de març, mentre actuava en Tampa, Florida. El tour va començar a Austin, Texas el 5 d'abril i va acabar el 10 d'agost a Hollywood, Califòrnia.
L'11 de gener de 2012, Childish Gambino va anunciar al seu web que un nou mixtape sortiria aviat. El 2 d'abril, va llançar una nova cançó, "Eat Your Vegetables", mitjançant el seu web. El 14 de maig, Funkmaster Flex estrena "Unnecessary", amb Schoolboy Q. El 16 de maig, Gambino va llançar "We Ain't Them" mitjançant la seva pàgina web, produïda pel mateix i el seu freqüent col·laborador Ludwig Göransson. El 22 de maig, Glover va aparèixer al programa de radi de Das Racist, "Chillin' Island" on va estrenar una cançó nova, "Tell Me", en la qual col·laborava Himanshu Suri, aka Heems de Das Racist. El 26 de maig, Glover va llançar "Black Faces", amb Nipsey Hussle i produïda per Boi-1dona. El 30 de maig, va llançar una tercera cançó, "Silk Pillow", juntament amb Beck i produïda per tots dos. El 25 de juny, Glover revelà que el mixtape sortiria el 4 de juny de 2012. El 26 de juny, Glover va treure una cançó nova, en Sway in the Morning (en Shade 45), titulada "One Up", al costat del seu germà, Steve G. Lover. Aquest mateix dia, Glover va declarar que el seu mixtape seria titulat Royalty encara que en anteriors declaracions va dir que no es s'anomenaria així. El 4 de juliol de 2012, Glover va llançar Royalty mitjançant descàrrega digital. El 7 de juliol de 2012, Gambino va llançar la cançó, "Bodi", amb Prodigy, la qual no va acabar en el mixtape. El 24 de maig de 2012, va llançar el vídeo per "Fire Fly" mitjançant el seu compte de VEVO en YouTube.

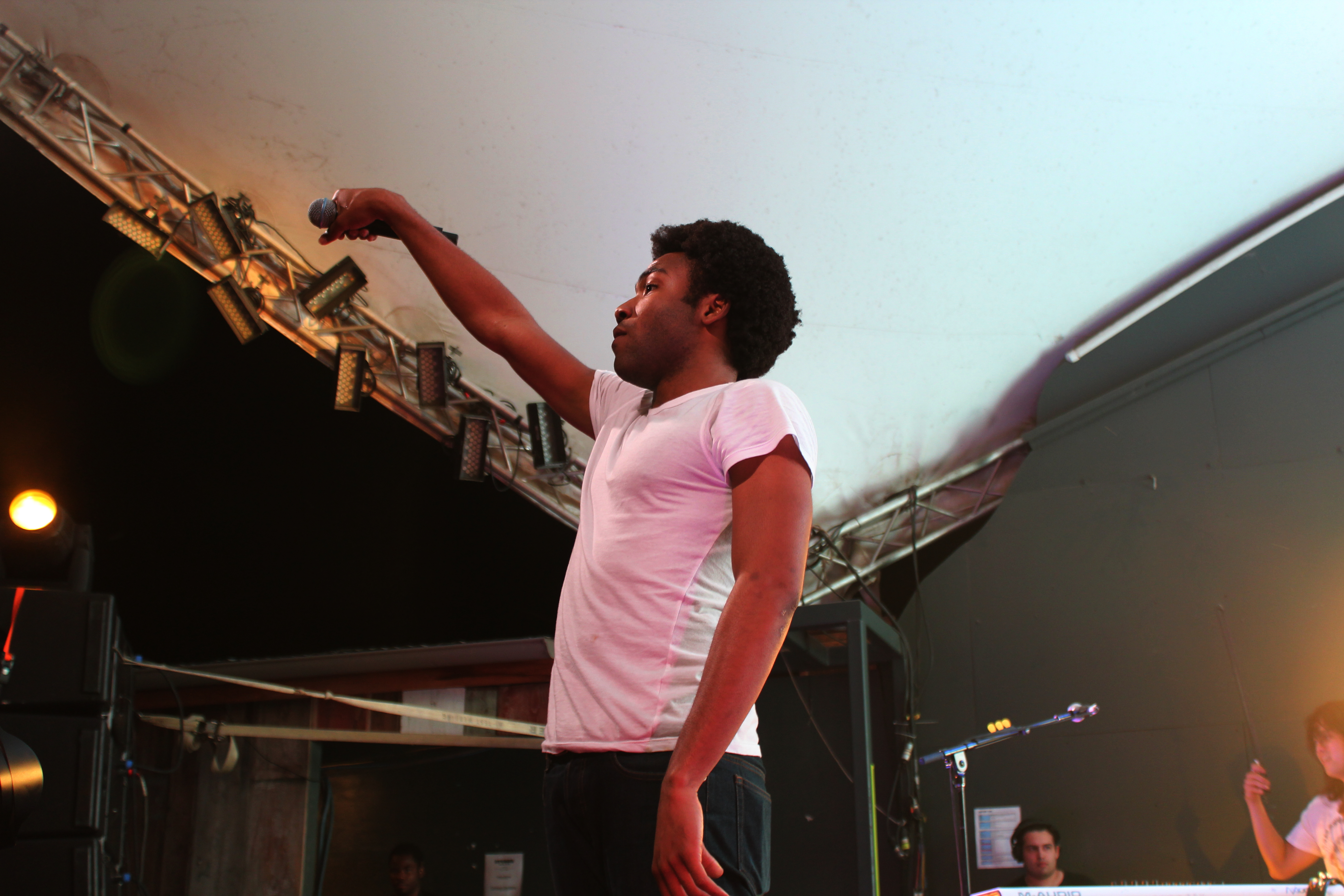
Donald Glover rapeando com Childish Gambino en 2012.

El 21 d'agost de 2012, BBC Radio 1 estrena la nova cançó de Lleona Lewis, "Trouble" del seu proper àlbum Glassheart, en la qual va col·laborar Gambino. La cançó estava disponible per adquirir en iTunes el 7 d'octubre, i va aconseguir el lloc #7 en l'UK Singles Chart. La setmana següent, ho va fer el seu primer senzill, a arribar al top 10 a Regne Unit. El 4 de novembre de 2012 Ludwig Göransson va dir en una entrevista amb Portable que Glover i ell es trobaven en l'estudi amb noves idees per al següent àlbum el qual anava a ser "més gran" i "amb més persones involucrades."

### 2013–2014:Because the Internet, STN MTN / Kauai, i sortida deCommunity
En 2013, Glover va signar per crear una sèrie per FX cridada Atlanta de la qual serà el protagonista, guionista, i productor executiu. A causa d'això, Glover va decidir reduir el seu treball per a NBC i només apareix en els 5 primers episodis de la cinquena temporada de Community. Encara que diverses cadenes estaven interessades en la seva comèdia, definitivament va escollir FX a causa de la seva predisposició a treballar al voltant de la seva gira.
El 6 d'octubre de 2013, Glover va anunciar en Twitter que el seu segon àlbum estava complet. Més endavant va anunciar això en la "Setmana de Bienvenida" de la Penn State University, declarant “Vaig a treure un àlbum nou molt ràpid, així que aquesta serà l'última vegada que toquem moltes d'aquestes cançons.” El 8 d'octubre de 2013, va anunciar que el títol seria Because the Internet i va revelar que sortiria al desembre d'aquest any. El 21 d'octubre de 2013, Glover va llançar el primer senzill "3005", i va anunciar que la data de llançament de l'àlbum seria el 10 de desembre. El 15 de febrer de 2014, va iniciar el seu gira Deep Web Tour en el Regne Unit. El 27 de febrer, Childish Gambino tenia programat començar la part nord-americana de la seva gira amb un concert en el Fox Theater en Oakland, Califòrnia. El 6 de juny de 2014, RIAA va certificar or Heartbeat - convertint-la en la primera certificació de Glover i després el 18 de juliol de 2014, RIAA també va certificar or 3005.
El 2 d'octubre de 2014, va llançar un nou mixtape titulat STN MTN, i l'endemà va llançar un EP titulat Kauai. El mixtape i el EP segueixen la història explicada en Because The Internet i estan destinades a ser un projecte conjunt en comptes de treballs diferents. El 10 d'octubre de 2014, Ubisoft va revelar que havien col·laborat amb Glover per incorporar la seva cançó "Crawl" en Far Cry 4. El 5 de desembre de 2014, Glover va ser nominat per a dos Premis Grammy. El seu àlbum Because the Internet va ser nominat per al Millor àlbum de rap i la seva cançó "3005" va ser nominat per a Millor Actuació de Rap.

### 2015-present: Actuació en pel·lícules, Atlanta i "Awaken, My Love!"
El 21 de març de 2015, Glover va guanyar Millor Video Musical dels premis Woodies a mtvU per la cançó "Sober" del EP Kauai. A partir de febrer de 2016, RIAA va certificar or a l'àlbum Because the Internet per l'enviament de més de 500.000 còpies. El juny de 2016, Glover va ser posat com a actor en Spider-Man: Homecoming, encara que el seu paper encara no s'ha revelat. Glover va llançar una aplicació titulada "PHAROS Earth", que va permetre als fans comprar entrades per una actució antecendente del seu nou àlbum programat pel setembre. L'esdeveniment va tenir lloc a Joshua Tree, Califòrnia. El programa de televisió de Glover titulat Atlanta va estrenar el 6 de setembre de 2016 en FX. En 21 d'octubre de 2016, Glover va ser confirmat per ser Lando Calrissian en el spinoff de Star Wars.
A mitjans de novembre, Glover va revelar el títol del seu nou àlbum, "Awaken, My Love!" i que seria llançat el 2 de desembre de 2016. Glover va llançar "Awaken, My Love!" a través de Virtual Reality Vinyl i va dir que hi haurà una "edició limitada", però els detalls sobre ella eren escassos. L'àlbum va marcar un canvi del gènere de música per Glover, incorpora influències del funk en comparació del seu àlbums passats.
El 2 de juny de 2017 va anunciar que el seu següent treball discogràfic seria l'últim que edités sota el nom de Childish Gambino.
Els seus últims concerts sota aquest nom van ser:
- 12-13-14/juliol/2018. Bilbao BBK Live. Bilbao.
- 13-14/juliol/2018. Lovebox Festival. Londres.

## Influències
Les influències musicals de Glover inclouen a Jay Z, Kanye West, Outkast, Wu-Tang Clan, The Roots, Pink Floyd i Michael Jackson.

## Discografia
Àlbums d'estudi
- Camp (2011)
- Because the Internet (2013)
- Awaken, My Love! (2016)

## Filmografia

### Cinema
| Any  | Títol                                                       | Paper            | Notes                                              |
| ---- | ----------------------------------------------------------- | ---------------- | -------------------------------------------------- |
| 2009 | Mystery Team                                                | Jason Rodgers    | També guionista i productor executiu               |
| 2011 | Els Muppets                                                 | Executiu         | Cameo                                              |
| 2013 | The To Do List                                              | Derrick          |                                                    |
| 2013 | Clapping for the Wrong Reasons                              | El noi           | Curtmetratge; també guionista i productor executiu |
| 2014 | Alexander and the Terrible, Horrible, No Good, Very Bad Day | Greg             |                                                    |
| 2015 | The Lazarus Effect                                          | Niko             |                                                    |
| 2015 | Magic Mike XXL                                              | Andre            |                                                    |
| 2015 | The Martian                                                 | Rich Purnell     |                                                    |
| 2017 | Spider-Man: Homecoming                                      | Aaron Davis      |                                                    |
| 2018 | Solo: A Star Wars Story                                     | Lando Calrissian |                                                    |
| 2019 | El Rei Lleó                                                 | Simba            |                                                    |

### Televisió
| Any             | Títol                         | Paper                          | Notes                                           |
| --------------- | ----------------------------- | ------------------------------ | ----------------------------------------------- |
| 2005            | Beat Night with Conan O'Brien | Criminal                       | Episodi: "July 22, 2005"                        |
| 2006–2009, 2012 | 30 Rock                       | Varis                          | 4 episodis; també editor i guionista            |
| 2007            | Human Giant                   | Home universitari              | Episodi: "24 Hour Marathon"                     |
| 2009–2014       | Community                     | Troy Barnes                    | 89 episodis                                     |
| 2010            | Robot Chicken                 | Diverses veus                  | Episodi: "Robot Chicken: Star Wars Episode III" |
| 2010            | Comedy Central Presents       | Ell mateix                     | Stand-up                                        |
| 2011            | Woodie Awards                 | Ell mateix (presentador)       |                                                 |
| 2011            | Regular Xou                   | Alpha-Dawg (veu)               | Episodi: "Rap It Up"                            |
| 2011            | Weirdo                        | Ell mateix                     | Stand-up                                        |
| 2012            | The Playlist                  | Víctima                        | Episodi: "Instruments of Destruction"           |
| 2013            | Girls                         | Sandy                          | 2 episodis                                      |
| 2013            | Sesame Street                 | LMNOP                          | Episodi: "Figure It Out, Baby Figure It Out"    |
| 2013            | Adventure Time                | Marshall Lee (veu)             | Episodi: "Bad Little Boy"                       |
| 2014            | Ultimate Spider-Man           | Miles Morales/Spider-Man (veu) | 2 episodis                                      |
| 2015            | Xina, IL·LTRE                 | William "Billy"                | 3 episodis                                      |
| 2016-present    | Atlanta                       | Earnest "Earn" Marks           | També creador, guionista i productor executiu   |

## Premis i nominacions
| Premis Primetime Emmy | Premis Primetime Emmy                    | Premis Primetime Emmy | Premis Primetime Emmy | Premis Primetime Emmy |
| Any                   | Categoria                                | Treball Nominat       | Resultat              | Ref.                  |
| --------------------- | ---------------------------------------- | --------------------- | --------------------- | --------------------- |
| 2017                  | Millor sèrie de comèdia                  | Atlanta               | Nominat               | [ 55 ]                |
| 2017                  | Millor adreça - Sèrie de comèdia         | Atlanta               | Guanyador             | [ 55 ]                |
| 2017                  | Millor guió - Sèrie de comèdia           | Atlanta               | Nominat               | [ 55 ]                |
| 2017                  | Millor actor - Sèrie de comèdia          | Atlanta               | Guanyador             | [ 55 ]                |
| 2018                  | Millor sèrie de comèdia                  | Atlanta               | Nominat               | [ 55 ]                |
| 2018                  | Millor adreça - Sèrie de comèdia         | Atlanta               | Nominat               | [ 55 ]                |
| 2018                  | Millor guió - Sèrie de comèdia           | Atlanta               | Nominat               | [ 55 ]                |
| 2018                  | Millor actor - Sèrie de comèdia          | Atlanta               | Nominat               | [ 55 ]                |
| 2018                  | Millor actor convidat - Sèrie de comèdia | Saturday Night Live   | Nominat               | [ 55 ]                |

| Premis Globus d'Or | Premis Globus d'Or                                     | Premis Globus d'Or | Premis Globus d'Or | Premis Globus d'Or |
| Any                | Categoria                                              | Treball Nominat    | Resultat           | Ref.               |
| ------------------ | ------------------------------------------------------ | ------------------ | ------------------ | ------------------ |
| 2017               | Millor actor de sèrie de televisió - Comèdia o musical | Atlanta            | Guanyador          | [ 56 ]             |
| 2019               | Millor actor de sèrie de televisió - Comèdia o musical | Atlanta            | Nominat            | [ 56 ]             |

| Premis del Sindicat d'Actors | Premis del Sindicat d'Actors         | Premis del Sindicat d'Actors | Premis del Sindicat d'Actors | Premis del Sindicat d'Actors |
| Any                          | Categoria                            | Treball Nominat              | Resultat                     | Ref.                         |
| ---------------------------- | ------------------------------------ | ---------------------------- | ---------------------------- | ---------------------------- |
| 2019                         | Millor reparteixo - Sèrie de Comèdia | Atlanta                      | Nominat                      | [ 57 ]                       |

| Premis Grammy | Premis Grammy                         | Premis Grammy        | Premis Grammy | Premis Grammy |
| Any           | Categoria                             | Treball Nominat      | Resultat      | Ref.          |
| ------------- | ------------------------------------- | -------------------- | ------------- | ------------- |
| 2015          | Millor àlbum de rap                   | Because the Internet | Nominat       | [ 58 ]        |
| 2015          | Millor enregistrament de rap          | 3005                 | Nominat       | [ 58 ]        |
| 2018          | Enregistrament de l'any               | Redbone              | Nominat       | [ 58 ]        |
| 2018          | Millor cançó R&B                      | Redbone              | Nominat       | [ 58 ]        |
| 2018          | Millor enregistrament R&B tradicional | Redbone              | Guanyador     | [ 58 ]        |
| 2018          | Àlbum de l'any                        | "Awaken, My Love!"   | Nominat       | [ 58 ]        |
| 2018          | Millor àlbum urbà contemporani        | "Awaken, My Love!"   | Nominat       | [ 58 ]        |
| 2019          | Enregistrament de l'any               | This is America      | Guanyador     | [ 58 ]        |
| 2019          | Cançó de l'any                        | This is America      | Guanyador     | [ 58 ]        |
| 2019          | Millor enregistrament rap/sung        | This is America      | Guanyador     | [ 58 ]        |
| 2019          | Millor video musical                  | This is America      | Guanyador     | [ 58 ]        |
| 2019          | Millor cançó R&B                      | Feels Like Summer    | Nominat       | [ 58 ]        |